# Chascanopsetta prorigera
Chascanopsetta prorigera är en fiskart som beskrevs av Gilbert, 1905. Chascanopsetta prorigera ingår i släktet Chascanopsetta och familjen tungevarsfiskar. Inga underarter finns listade i Catalogue of Life.